# فلیکس شروتر
فلیکس شروتر (انگلیسی: Felix Schröter؛ زادهٔ ۲۳ ژانویهٔ ۱۹۹۶) بازیکن فوتبال اهل آلمان است.
از باشگاه‌هایی که در آن بازی کرده‌است می‌توان به باشگاه فوتبال شالکه ۰۴ و باشگاه فوتبال هایدنهایم اشاره کرد.